# Lépreo

## Geografía
Lépreo (en griego antiguo: Λέπρεον)  fue una ciudad griega antigua, la principal y más meridional de Trifilia, la parte sur de Élide. El gentilicio es lepreatas (Λεπρεάτας).
Según Estrabón, estaba al sur de Pilos, y que esta fue absorbida por sinecismo. Torres Esbarranch ha propuesto que tuvo lugar a finales del siglo VI o inicios del VI. Moggi, citado por Demand, la atrasa hasta circa 460 a. C. Estaba situada en una colina al norte de la moderna Lépreo, anteriormente llamada Strovitzi, a unos 7 km de la costa. En la acrópolis se conservan restos de un templo dórico de Deméter, datado entre 375-350 a. C.

## Historia

### Antigua Lépreo
Según Pausanias, su fundador mítico fue Lépreo, hijo de Pirgeo, y comenta el geógrafo que según otros sería Léprea, hija asimismo de Pirgeo, o que el nombre se debía a la lepra que sufrieron sus primeros habitantes.
Esta ciudad perteneció a los caucones, para pasar después a manos de los minias y posteriormente a los eleos.
Lepreón participó con 200 hoplitas en la batalla de Platea (479 a. C.).
Tucídides narra una guerra entre los lepreatas y algunos pueblos de Arcadia. Los lepreatas ofrecieron la mitad de su territorio a los eleos a cambio de ayuda. Terminada la guerra, los eleos permitieron a los lepreatas seguir en sus tierras con la obligación de tributar un talento a Zeus de Olimpia. hasta el comienzo de la guerra del Peloponeso cumplieron, pero ante la negativa de seguir pagando los eleos solicitaron un arbitraje a los espartanos en el 421 a. C. Estos declararon a los eleos culpables de agresión, y como no acataron el arbitraje, Esparta envió una guarnición de hoplitas a Lépreo. La disputa entre Esparta y Élide sobre Lépreo tuvo su continuación el verano del mismo año, cuando los hilotas y los neodamodes que habían combatido con el general espartiata Brásidas fueron establecidos por los lacedemonios en Lépreo, en la zona fronteriza entre Laconia y Élide. Se ha sugerido que la declaración de independencia de los lepreatas frente a los eleos, dictada por  Esparta, no gozara del respaldo de los lepreatas que emigraron a Élide, dejando su territorio a disposición de los combatientes emancipados.
Un año después los eleos prohibieron a los lacedemonios participar en las competiciones y sacrificios de la 90 Olimpiada. Se debía a la multa impuesta e impagada por los lacedemonios, por haberles estos atacado en el fuerte de Firco, en territorio lepreata, y haber enviado mil hoplitas a Lépreo, durante la tregua olímpica. Los eleos estaban dispuestos a renunciar a la multa si los espartanos les devolvían Lépreo. Ante la negativa espartana los eleos les hicieron una nueva propuesta: que no les entregaran Lépreo, pero que juraran ante el altar de Zeus Olímpico que pagarían la multa posteriormente. Como tampoco fue aceptada, los lacedemonios fueron excluidos del recinto sagrado.
Tras finalizar una tregua de cuatro meses en el 418-417 a. C. entre atenienses y espartanos, enfrentados en la guerra del Peloponeso, de los aliados de Atenas, los eleos querían tomar Lépreo, mientras que los mantineos querían conquistar Tegea. Como los atenienses y argivos se sumaron a la propuesta de los mantineos, los eleos se retiraron a su país.
En el año 401 a. C. los éforos espartanos decretaron la movilización general contra Élide. El diarca Agis II entró con su ejército por Aulón, y enseguida Lépreo se separó de Élide y se unió a él.
No hay certeza sobre la posición de Lépreo en la Trifilia unida desde c.400-369 a. C., pero es probable que fuera su principal ciudad y que la representara en la Liga Arcadia, de la cual fue miembro, según una inscripción de los años 360 a. C.

### Lépreo actual
Hasta 1916 su nombre fue Strovitzi (Στροβίτζι). Lépreo es un pueblo de la municipalidad de Zacharo, en la unidad periférica de Élide. Su población según el censo de 2001 era de 329 en el pueblo y de 532 en el distrito municipal, que incluye los pequeños pueblos de Agrapidia, Drakos, Panagies, Revelaiika y Skoupas. Está situada en la ladera de una colina, 2 km al sudoeste de Taxiarches, 5 km al oeste de Nueva Figalia y a 8 km al sudeste de Zacharo. 

## Arqueología

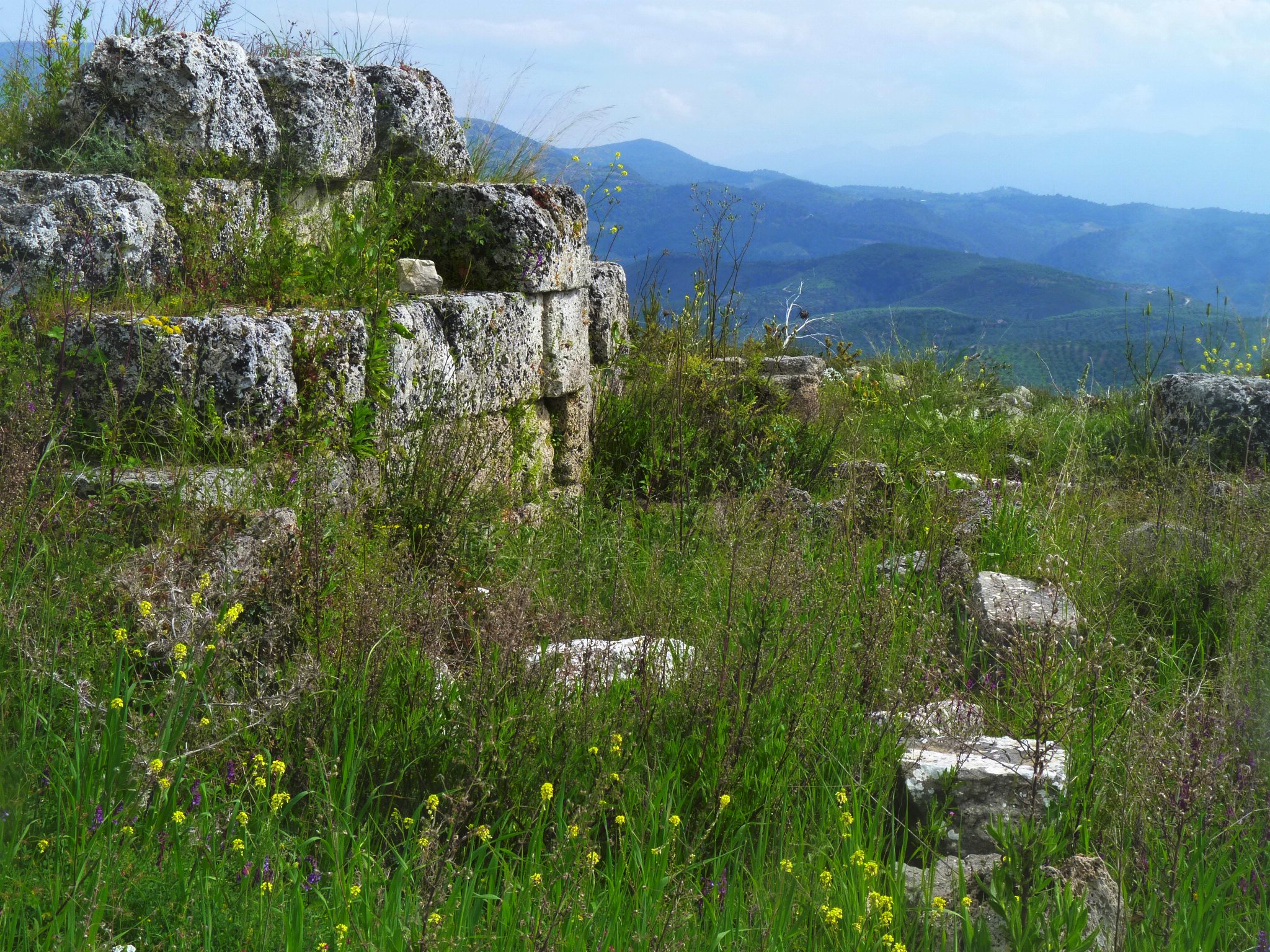
Templo

las ruinas están a 500 m al norte del pueblo actual. Fue excavada en 1982. 
La mayor parte de los restos de la acrópolis fortificada son del periodo helenístico. La ciudad baja también estaba fortificada, pero sus murallas no se han fechado. Un templo en el río Neda, en la actual Prasidaki, se cree que perteneció a Lépreo. Era un templo dórico de piedra caliza, datado a finales de la época clásica, levantado sobre otro de época arcaica. Estaba consagrado a Atenea Agorea.